# Костович, Огнеслав Степанович
Огнеслав (Игнатий) Степанович Костович (серб. Огњеслав Костовић Степановић) (1851— 30 декабря 1916, Петроград) — российский изобретатель и конструктор, автор многих изобретений в различных областях техники. Первым подал заявку на изобретение бензинового ДВС с электрическим зажиганием (14 мая 1888 года) и первым получил на него патент, в том числе в США и в Великобритании, изобретатель фанеры и многих других ценных практически используемых усовершенствований в самых разных отраслях техники.

## Биография
По национальности серб. Родился в Австро-Венгрии. В юности жил в городе Пешт. После окончания Высшего технического училища и школы судовождения работал в торговом флоте — водил каботажные суда. 
Во время русско-турецкой войны 1877—1878 гг. Костович командовал кораблём «Ада», перевозившим русский десант на Среднем Дунае. Получив звание капитана русского флота, он с конца 1870-х гг. работал в России.
В 1879 году Костович продемонстрировал летающие модели вертолёта, самолёта, орнитоптера, в 1881 г. приступил к постройке самолёта в натуральную величину, которая не была доведена до конца, и внимание изобретателя переключилось на постройку дирижабля «Россия». 
Костович сконструировал многоцилиндровый бензиновый двигатель для дирижабля «Россия». Сооружение дирижабля было начато в 1882 году на Охтенской адмиралтейской верфи. Костовичу пришлось самостоятельно разработать все узлы дирижабля, механизмы и приборы. Постройка требовала больших средств, недостаток которых изобретатель ощущал постоянно. Костович нашёл новый для того времени материал «арборит», из которого построил весь каркас, многие части дирижабля и самую крупную его деталь — передаточный вал к винту дирижабля, представлявший собой трубу диаметром 0,2 м и длиной около 30 м. Это была фанера в современном понимании, то есть склеенный в несколько слоёв шпон с перекрещивающимися направлениями волокон. 
В 1880-х годах О. С. Костович оборудовал фабрику «Арборит» под Санкт-Петербургом (40 рабочих). Основной продукцией фабрики были изделия из арборита: бочки, ящики, сундуки, строительные детали, разборные домики, а также экспериментальные (в небольших количествах) изделия из фанерных труб (лестницы, казачьи пики, рангоут).

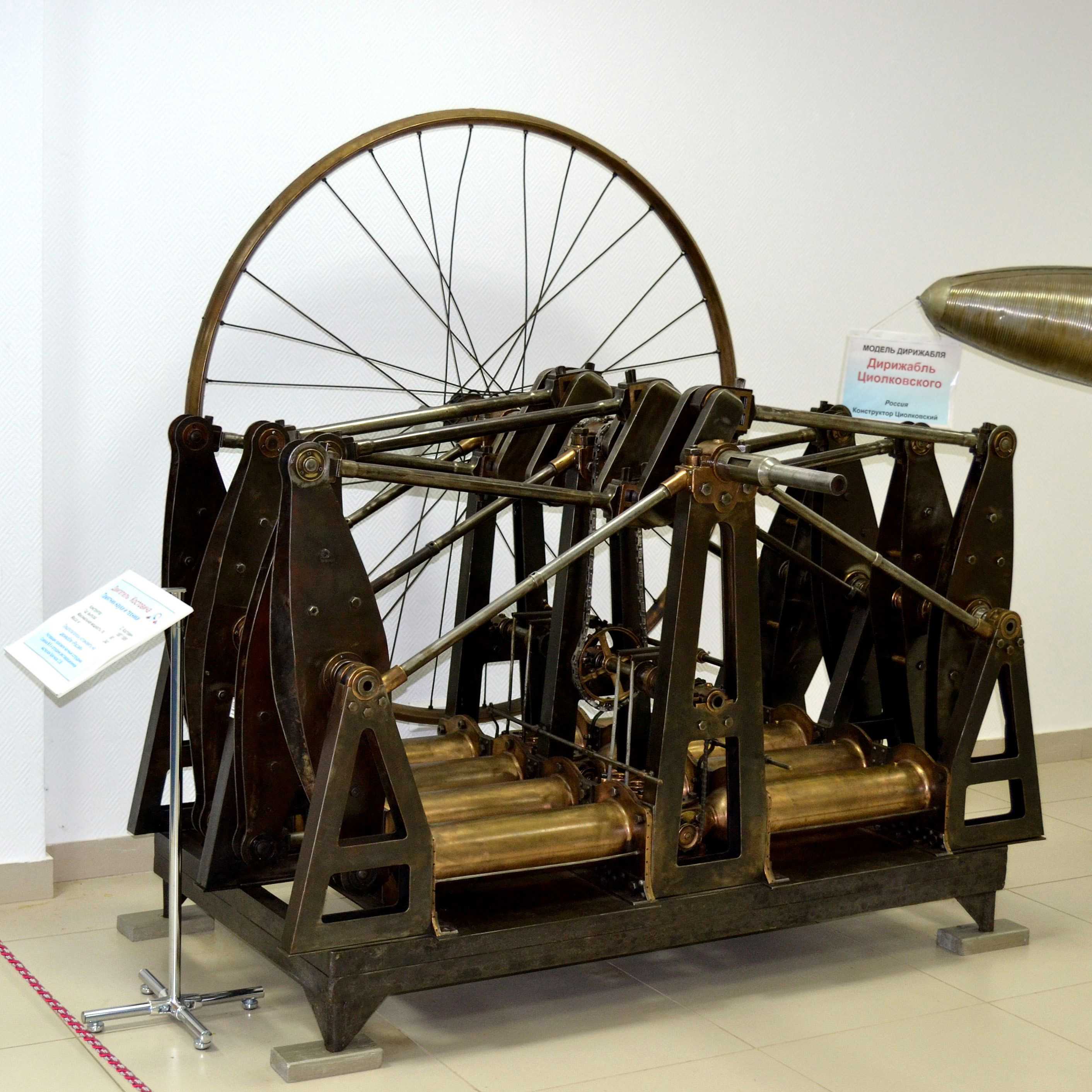
Двигатель Костовича в Центральном музее ВВС.

14 мая 1888 года Костович обратился в российский Департамент торговли и мануфактур с прошением выдать ему привилегию на «усовершенствованный двигатель, действующий бензином, керосином, нефтяным, светильным и другими газами и взрывчатыми веществами». Привилегию изобретателю выдали только через четыре с половиной года — 4 ноября 1892 г. За это время Костович успел запатентовать своё детище в США и Великобритании. Свой двигатель О. С. Костович создавал, думая не о рутинных перевозках грузов, а мечтая оснастить им дирижабль собственной конструкции. Увы, несмотря на все усилия изобретателя дирижабль «Россия» так и не взлетел, не хватило малого — денег. Зато двигатель получился отменный. В восьмицилиндровом двигателе с водяным охлаждением конструкции Костовича впервые использовалось электрическое зажигание. Первый бензиновый двигатель был оппозитным, с горизонтальным размещением направленных встречно цилиндров. Оппозитную схему и сегодня с успехом применяют для известных моделей автомобилей. Самая знаменитая из них, пожалуй, народный Фольксваген — «жук», выпускавшийся в разных странах с 1938 по 2003 год. Что же касается бензина (как топлива для ДВС) и электрического зажигания — эти технологии распространились чрезвычайно широко.
В 1911 г. Костович снова начал заниматься летательными аппаратами. В сентябре 1911 г. он подал заявку и получил «Привилегию» на схемы самолётов (триплан и аэрогидроплан). 
В 1913—1914 гг. О. С. Костович построил двухпоплавковый биплан (испытания не проводились), а в 1916 году — моноплан-амфибию.